# Bengie Molina
Benjamín José Molina (Río Piedras, 20 de julio de 1974) conocido como Bengie Molina, es un exreceptor de béisbol profesional puertorriqueño, jugó en las Grandes Ligas para Anaheim Angels, Toronto Blue Jays, San Francisco Giants y Texas Rangers. Actualmente es entrenador de receptores de los Texas Rangers.

## Trayectoria
Inició su carrera en las mayores el año 1998 con Anaheim Angels. Para el año 2002 participó en los siete encuentros de la Serie Mundial ganada por este equipo, siendo su porcentaje de bateo de .286, con dos carreras impulsadas. Además, ese mismo año obtuvo el mejor promedio de fildeo de la Liga Americana con .998.
Para 2006 firmó con Toronto Blue Jays, y entre los años 2007 —y parte de 2010— jugó para San Francisco Giants. Con este equipo logró el mayor número de bases robadas de la liga en 2009 (85). El 1 de julio de 2010 fue transferido a Texas Rangers, y logró participar de la Serie Mundial de ese año. Durante su carrera ha sido galardonado con dos Guantes de Oro (2002 y 2003).
Molina es hermano de los peloteros José Molina y Yadier Molina.